# Nowe sytuacje (singel)
Nowe sytuacje – singel polskiego piosenkarza Michała Szczygła.

## Geneza utworu i historia wydania
Utwór napisali i skomponowali Karol Serek, Michał Szczygieł i Paweł Wawrzeńczyk.
Singel ukazał się w formacie digital download 5 stycznia 2023 w Polsce za pośrednictwem wytwórni płytowej Universal Music Polska.
Do utworu powstał teledysk, który udostępniono w dniu premiery singla za pośrednictwem serwisu YouTube.
Utwór znalazł się na polskiej składance Bravo Hits Wiosna 2023 wydanej 21 kwietnia 2023 roku.

## Pozycje na listach airplay
| Kraj   | Lista | Najwyższa pozycja |
| ------ | ----- | ----------------- |
| Polska | OLiA  | 21                |